# Grön kattfågel
Grön kattfågel (Ailuroedus crassirostris) är en fågel i familjen lövsalsfåglar inom ordningen tättingar.

## Utseende
Grön kattfågel är en medelstor, kraftig fågel med långa, kraftfulla ben och en lång, kraftig näbb. Rygg, vingar och övergump är lysande smaragdgrön, med tydliga rent vita fläckar på armpennorna och tertiärerna, som tillsammans med liknande vita fläckar på handtäckarna bildar två vingband när vingen är hopslagen. Stjärten är brunaktigt smaragdgrön med vita spetsar. Huvudet är grönbrunt med svarta och fint blekgula fläckar. Bröstet är grönaktigt gult till matt smaragdgrönt med distinkta korta vita streck.
Näbben är benvit och benen är gråbruna. Iris är klarröd i direkt sol med en delvis vit orbitalring.
Hanar och honor har liknande fjäderdräkt, vilket gör det svårt att i fält skilja mellan könen. Ungfåglar har också liknande fjäderdräkt, även om de är mattare. Unga juveniler har fluffiga grå dun på huvudet.

## Utbredning och systematik

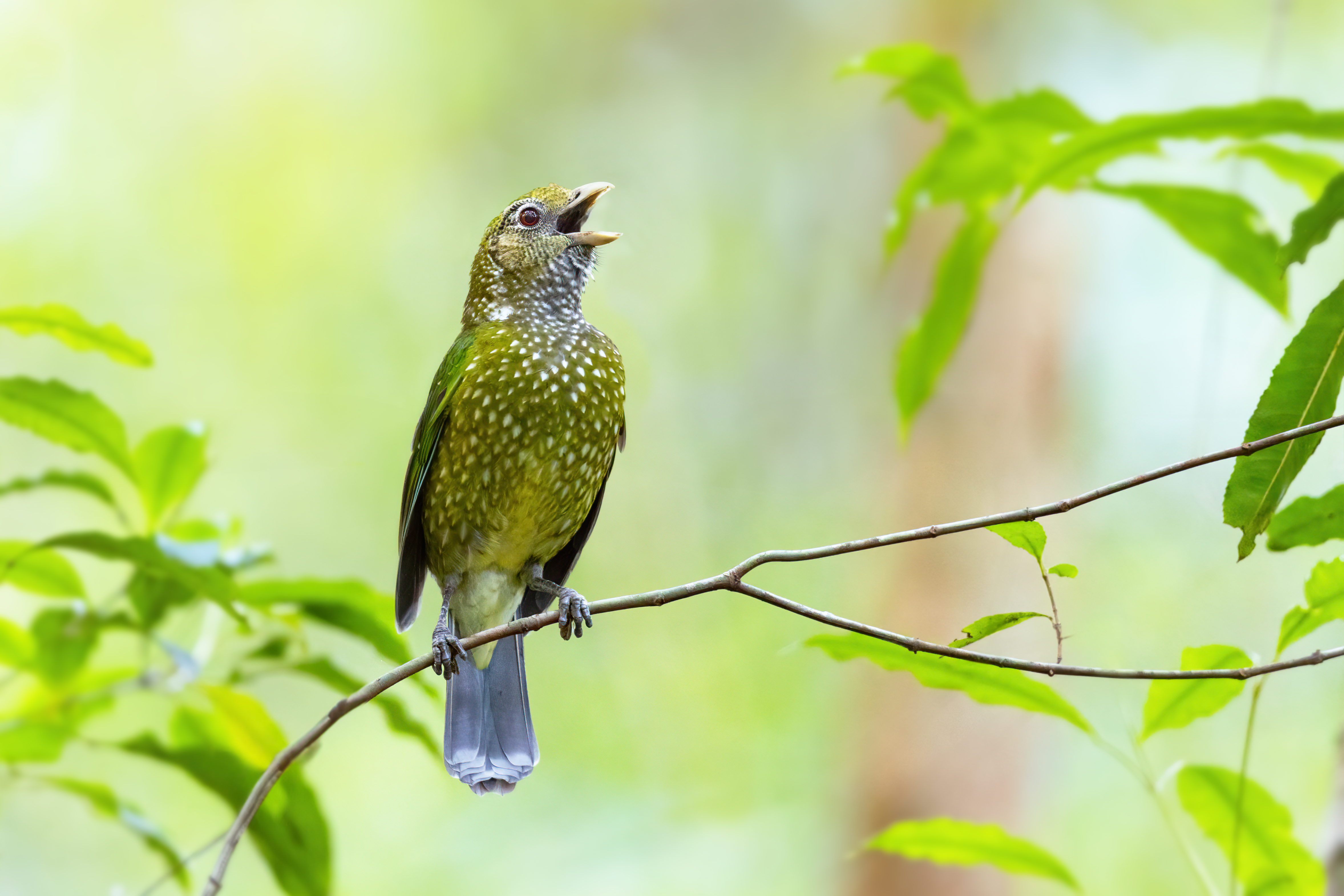
Sjungande grön kattfågel.

Grön kattfågel förekommer i östra Australien, i sydöstra Queensland och östra New South Wales. Den beskrevs 1815 av Gustaf von Paykull och behandlas som monotypisk, det vill säga att den inte delas in i några underarter.

## Status och hot
IUCN kategoriserar arten som livskraftig.